# Multi-Domain Artillery Cannon
 (février 2025).
Motif : Où sont les sources secondaire et centrée sur le sujet ?
- Archive Wikiwix
- Bing
- Cairn
- DuckDuckGo
- E. Universalis
- Gallica
- Google
- G. Books
- G. News
- G. Scholar
- Persée
- Qwant
- (zh) Baidu
- (ru) Yandex
- (wd) trouver des œuvres sur Wikidata

| 1. | Préciser le motif de la pose du bandeau. | Précisez le motif de la pose du bandeau en utilisant la syntaxe suivante : {{admissibilité à vérifier\|date=mars 2025\|motif=remplacez ce texte par le motif}}                                     |
| 2. | Informer les utilisateurs concernés.     | Pensez à avertir le créateur de l'article, par exemple, en insérant le code ci-dessous sur sa page de discussion : {{subst:avertissement admissibilité à vérifier\|Multi-Domain Artillery Cannon}} |

Le Multi-Domain Artillery Cannon System battery est un système d'artillerie américain en développement.
Il s'agit d'un système d'artillerie antiaérienne équipé d'obus hypersoniques de 155 mm évoluant à Mach 5 d'une portée maximale de 80 km[réf. nécessaire].
Le système comporte 8 unités d'artillerie MDAC, 4 radars multifonction et un minimum de 144 projectiles hypersoniques HVP.
Leur développement est confié à BAE Systems. Il doit conduire à un essai opérationnel programmé en 2028.